# فواز الصقور
فواز علي خريص الصقور؛ مواليد 28 أبريل 1996 في نجران، السعودية، هو لاعب كرة قدم سعودي يلعب لنادي الاتحاد.

## مسيرة اللاعب
مثل سابقاً نادي نجران و انتقل إلى نادي الوحدة في عام 2018 وانتقل إلى نادي الشباب في صيف 2020 وحاليا في نادي الاتحاد.

## روابط خارجية
- فواز الصقور على موقع قاعدة بيانات كرة القدم.إي يو (الإنجليزية)
- فواز الصقور على موقع ناشيونال فوتبول تيمز (الإنجليزية)
- فواز الصقور على موقع Soccerway.com (الإنجليزية)
- فواز الصقور على موقع عالم كرة القدم.نت (الإنجليزية)
- فواز الصقور على موقع كووورة